# دتلیکون
دتلیکون (به لاتین: Dättlikon) یک بخش (یا شهرداری) کوچک در کشور سوئیس است که در بخش ونترتور از کانتون زوریخ واقع شده‌است. این منطقه به‌عنوان بخشی از استان ونترتور شناخته می‌شود و دارای جغرافیای کوهستانی و طبیعی است که ویژگی‌های معمول مناطق سوئیس را دارد. دتلیکون جمعیتی کم‌تعداد دارد و بیشتر به عنوان یک محل سکونت آرام و نزدیک به شهرهای بزرگ‌تر اطراف شناخته می‌شود. این بخش بخشی از سیستم اداری و محلی سوئیس است و در حوزه‌های مختلف زندگی اجتماعی، فرهنگی و اقتصادی فعالیت می‌کند. موقعیت جغرافیایی آن در نزدیکی مناطق شهری ونترتور باعث شده تا به عنوان منطقه‌ای مناسب برای زندگی و کار تلقی شود.